# الحبيب الجنحاني
الحبيب الجنحاني (1934 - 30 يونيو 2024) مؤرخ وجامعي تونسي معاصر، أصيل مدينة قليبية من ولاية نابل. تلقى تعليمه في جامعة الزيتونة ثم أكمله بألمانيا بالحصول على دكتوراه في العلوم الإنسانية . تخصص في التاريخ الاقتصادي والاجتماعي. انتدب للتدريس بكلية الآداب والعلوم الإنسانية التابعة للجامعة التونسية، وقد تولى تدريس تاريخ المغرب الإسلامي، كما كان أستاذا زائرا بعدد من الجامعات العربية والأجنبية.

## نشاطه
انتمى الحبيب الجنحاني إلى الحزب الاشتراكي الدستوري الحاكم، وهو ما خول له الاتصال بالدوائر العليا للدولة، غير أن مواقفه كانت ليبرالية بحيث أنه دافع على زملائه الذين تعرضوا لمضايقات من قبل السلطات، كما كان من مؤسسي نقابة التعليم العالي والبحث العلمي التابعة للاتحاد العام التونسي للشغل أيام الزعيم الحبيب بورقيبة . وإلى جانب هذا الدور السياسي والنقابي ساهم كذلك في تنشيط الحياة الجمعياتية والثقافية، من خلال مساهمته في تأسيس وعضوية عدة هيئات وجمعيات بتونس والبلاد العربية، ومن تلك الهيئات:
- اتحاد الكتاب التونسيين
- الجمعية التونسية للتاريخ والآثار
- اتحاد المؤرخين العرب
- كما أنه عضو عامل بمنتدى الفكر العربي بعمان وعضو بكل من الشبكة العربية للمنظمات الأهلية والمجلس العربي للطفولة والتنمية بالقاهرة والمجلس القومي للثقافة العربية بباريس.

## مؤلفاته
نشر الحبيب الجنحاني المئات من البحوث والدراسات في الدوريات التونسية والعربية، ومن أهم مؤلفاته:
- في التاريخ:
  - القيروان عبر ازدهار الحضارة الإسلامية في المغرب العربي، تونس 1968.
  - المغرب الإسلامي: الحياة الاقتصادية والاجتماعية، تونس 1978.
  - المجتمع العربي الإسلامي: الأسس الاقتصادية والاجتماعية، الكويت 2005.
  - محمد باش حانبه: رائد الحركة الوطنية التونسية، تونس 1989.
  - دراسات مغربية، بيروت 1980.
- في الفكر:
  - من قضايا الفكر، تونس 1975.
  - دراسات في الفكر العربي الحديث، بيروت 1990.
  - العولمة والفكر العربي المعاصر، القاهرة 2002.
  - المجتمع المدني والتحول الديمقراطي في الوطن العربي، تونس 2005.
  - دراسات في الفكر والسياسة، تونس 2006.
  - الحداثة والحرية، تونس 2007.

## إشارات مرجعية
1. ↑   https://www.leconomistemaghrebin.com/2024/07/01/deces-de-historien-tunisien-habib-jenhani/. {{استشهاد ويب}}: |url= بحاجة لعنوان (مساعدة) والوسيط |title= غير موجود أو فارغ (من ويكي بيانات) (مساعدة)
2. ↑  الحبيب الجنحاني، دراسات في الفكر والسياسة، تونس 2006، ص 382
3. ↑  المغرب. "جريدة المغرب | رحيل المؤرخ الحبيب الجنحاني". ar.lemaghreb.tn (بar-aa). Archived from the original on 2024-07-02. Retrieved 2024-07-02.{{استشهاد ويب}}:  صيانة الاستشهاد: لغة غير مدعومة (link)